# Telebasis coccinata
Telebasis coccinata är en trollsländeart som beskrevs av Philip Powell Calvert 1909. Telebasis coccinata ingår i släktet Telebasis och familjen dammflicksländor. Inga underarter finns listade i Catalogue of Life.